# Lonicera vidalii
Lonicera vidalii är en kaprifolväxtart som beskrevs av Adrien René Franchet och Sav. Lonicera vidalii ingår i släktet tryar, och familjen kaprifolväxter. Inga underarter finns listade i Catalogue of Life.